# ’t Zandt
’t Zandt – wieś w Holandii, w prowincji Groningen, w gminie Loppersum. Była siedzibą oddzielnej gminy do 1990 r.